# Grundaspen
Grundaspen är en sjö i Rättviks kommun i Dalarna och ingår i Dalälvens huvudavrinningsområde. Sjön har en area på 0,667 kvadratkilometer och ligger 243,9 meter över havet. Sjön avvattnas av vattendraget Oxnäsån.

## Delavrinningsområde
Grundaspen ingår i det delavrinningsområde (679533-148237) som SMHI kallar för Utloppet av Grundaspen. Medelhöjden är 263 meter över havet och ytan är 5,39 kvadratkilometer. Räknas de 5 avrinningsområdena uppströms in blir den ackumulerade arean 50,61 kvadratkilometer. Oxnäsån som avvattnar avrinningsområdet har biflödesordning 3, vilket innebär att vattnet flödar genom totalt 3 vattendrag innan det når havet efter 319 kilometer. Avrinningsområdet består mestadels av skog (59 procent) och sankmarker (18 procent). Avrinningsområdet har 0,67 kvadratkilometer vattenytor vilket ger det en sjöprocent på 12,4 procent.